# Bilkal, Sedam
Bilkal là một làng thuộc tehsil Sedam, huyện Gulbarga, bang Karnataka, Ấn Độ.